# Saccharomyces bayanus
Saccharomyces bayanus es una levadura del género Saccharomyces, y que se emplea fundamentalmente en la elaboración del vino así como de la sidra, en concreto de los procesos de fermentación alcohólica. Es una levadura muy relacionada con la  Saccharomyces cerevisiae. Tanto la Saccharomyces bayanus como la Saccharomyces pastorianus contienen diversas cepas, con diferentes características metabólicas, que bien pueden tener un origen híbrido. En su actual clasificación, tanto la S. bayanus y la S. pastorianus puede haber evolucionado como especies más complejas. Durante un tiempo se pensó que la Saccharomyces pastorianus y la S. Bayanus eran la misma levadura.

## Características
Se caracteriza por tener al microscopio una forma más alargada que otras levaduras, es muy similar a simple vista a la Saccharomyces oviformis. De 3-6 × 4-14 micras de tamaño. Desarrolla una fermentación más lenta y requiere de una mayor cantidad de nutrientes para realizar la fermentación. Una de las características es la capacidad de sobrevivir a una mayor concentración de alcohol, lo que proporciona vinos de mayor graduación. A veces se emplea en uvas con mucha concentración de azúcares o en casos en los que se realiza una parada de la fermentación.